# Mont Duff
Der Mont Duff ist der höchste Berg der Insel Mangareva und damit auch die höchste Erhebung der Gambierinseln im Tuamotu-Archipel in Französisch-Polynesien. Er liegt im Südosten der Insel und erreicht eine Höhe von 441 m über dem Meer. Der Berg ist benannt nach dem Missionars-Schiff Duff der London Missionary Society und somit einer der wenigen Berge Französisch-Polynesiens, der keinen polynesischen Namen trägt. Am Gipfel grenzen die traditionellen Distrikte Rikitea im Osten, Gatavake im Westen und Atituiti im  Süden aneinander.

## Geologie
Die Erhebung ist vulkanischen Ursprungs und stellt den Gipfel des einstigen, teilweise versunkenen Zentralvulkans dar. Die Gambierinseln sind mit einem Alter von 5,6 bis 5,7 Mill. Jahren das einzige Atoll des Tuamotu-Archipels, welches noch zentrale Inseln aus Vulkangestein (Basalt) aufweist. Sie sind aus einem Hot Spot der Pazifischen Platte entstanden, der sich mit einer Geschwindigkeit von 12,5 cm pro Jahr in Richtung Nordwesten bewegt.